# Tatra T-001
Voor de T1 tram van Tatra zie T1 (tram)
De Tatra T-001 (ook wel bekend als T-1) is een Tsjechoslowaaks laagdekker sportvliegtuig gebouwd door Tatra. De T-001 vloog voor het eerst in het jaar 1937. De T-001 heeft duidelijke overeenkomsten met de Bücker Bü 131 Jungmann, die op dat moment bij Tatra onder licentie werd gebouwd als T-131. De T-001 was het eerste toestel van Tatra, dat gebouwd is naar eigen ontwerp.

## Specificaties
- Bemanning: 2
- Lengte: 6,62 m
- Spanwijdte: 9 m
- Vleugeloppervlak: 11,4 m2
- Leeggewicht: 400 kg
- Startgewicht: 670 kg
- Motor: 1× een door Tatra gebouwd Hirth HM 504, 70 kW (95 pk)
- Maximumsnelheid: 224 km/h
- Kruissnelheid: 150 km/h
- Vliegbereik: 750 km
- Dienstplafond: 5 000 m